# Chrysolina neglecta
Chrysolina neglecta é uma espécie de artrópode pertencente à família Chrysomelidae.